# فيجا ديل كودورنو
بلدية فيجا ديل كودورنو (بالإسبانية: Vega del Codorno)‏، هي إحدى بلديات مقاطعة قونكة إحدى مقاطعات إسبانيا، و التي تقع في منطقة قشتالة لا منتشا وسط البلاد, و المائلة لجهة الشرق من إسبانيا.
يبلغ عدد سكانها 180 نسمة وفقاً لإحصائية سنة (2007).